# Championnat d'Irak de football 2010-2011
Navigation
Saison précédente Saison suivante
La saison 2010-2011 du Championnat d'Irak de football est la trente-septième édition de la première division en Irak, la Division 1 League. La compétition rassemble 28 formations, réparties en deux poules géographiques (Nord et Sud) de quatorze équipes qui s'affrontent deux fois, à domicile et à l'extérieur. Le premier de chaque groupe se qualifie pour la finale nationale tandis que les seconds s'affrontent pour la troisième place. Afin de permettre la mise en place d'un championnat avec une poule unique de vingt clubs la saison prochaine, les six derniers de chaque groupe sont relégués et remplacés par les quatre meilleurs clubs de deuxième division à l'issue de la compétition.
C'est le club d'Al-Zawra'a SC qui est sacré champion à l'issue de la saison, après avoir battu Arbil SC lors de la finale nationale. Al Sina'a Bagdad prend la 3e place à la suite de sa victoire face à Al Qowa Al Jawia Bagdad en match de classement. C'est le douzième titre de champion d'Irak de l'histoire du club.

## Compétition
Le barème de points servant à établir les classements se décompose ainsi :
- Victoire : 3 points
- Match nul : 1 point
- Défaite : 0 point

### Première phase

#### Classement
| Rang | Équipe           | Pts | J  | G  | N  | P  | Bp | Bc | Diff |
| ---- | ---------------- | --- | -- | -- | -- | -- | -- | -- | ---- |
| 1    | Arbil SC         | 56  | 26 | 17 | 5  | 4  | 54 | 21 | +33  |
| 2    | Al Sina'a Bagdad | 55  | 26 | 16 | 7  | 3  | 31 | 17 | +14  |
| 3    | Zakho FC         | 53  | 26 | 16 | 5  | 5  | 38 | 21 | +17  |
| 4    | Al Kahraba       | 43  | 26 | 12 | 7  | 7  | 32 | 22 | +10  |
| 5    | Al-Karkh SC      | 41  | 26 | 10 | 11 | 5  | 35 | 27 | +8   |
| 6    | Dohuk SCT        | 40  | 26 | 12 | 4  | 10 | 36 | 28 | +8   |
| 7    | Al Nafat Bagdad  | 39  | 26 | 10 | 9  | 7  | 25 | 23 | +2   |
| 8    | Al Shorta Bagdad | 35  | 26 | 8  | 11 | 7  | 28 | 23 | +5   |
| 9    | Mossoul FC       | 35  | 26 | 8  | 11 | 7  | 29 | 29 | 0    |
| 10   | Ramadi FC        | 28  | 26 | 7  | 7  | 12 | 28 | 40 | -12  |
| 11   | Peshmerga FCP    | 22  | 26 | 5  | 7  | 14 | 19 | 31 | -12  |
| 12   | Diyala FC        | 19  | 26 | 3  | 10 | 13 | 15 | 33 | -18  |
| 13   | Samarra FC       | 18  | 26 | 4  | 6  | 16 | 24 | 44 | -20  |
| 14   | Al Jaish BagdadP | 9   | 26 | 1  | 6  | 19 | 12 | 47 | -35  |

| Rang | Équipe                  | Pts | J  | G  | N  | P  | Bp | Bc | Diff |
| ---- | ----------------------- | --- | -- | -- | -- | -- | -- | -- | ---- |
| 1    | Al-Zawra'a SC           | 62  | 26 | 19 | 5  | 2  | 45 | 15 | +30  |
| 2    | Al Qowa Al Jawia Bagdad | 60  | 26 | 19 | 3  | 4  | 47 | 13 | +34  |
| 3    | Baghdad FC              | 47  | 26 | 13 | 8  | 5  | 32 | 17 | +15  |
| 4    | Al Mina'a Bassora       | 45  | 26 | 12 | 9  | 5  | 33 | 21 | +12  |
| 5    | Karbala FC              | 45  | 26 | 13 | 6  | 7  | 23 | 17 | +6   |
| 6    | Najaf FC                | 42  | 26 | 11 | 9  | 6  | 34 | 20 | +14  |
| 7    | Al-Masafi               | 41  | 26 | 12 | 5  | 9  | 22 | 28 | -6   |
| 8    | Talaba SC               | 38  | 26 | 9  | 11 | 6  | 33 | 25 | +8   |
| 9    | Naft Al-Janoob          | 37  | 26 | 9  | 10 | 7  | 28 | 24 | +4   |
| 10   | Naft Maysan             | 25  | 26 | 6  | 7  | 13 | 20 | 29 | -9   |
| 11   | Diwaniya FC             | 21  | 26 | 5  | 6  | 15 | 25 | 45 | -20  |
| 12   | Nassriya FC             | 14  | 26 | 3  | 5  | 18 | 13 | 38 | -25  |
| 13   | Al-Hassanin Bagdad      | 13  | 26 | 3  | 4  | 19 | 7  | 39 | -32  |
| 14   | Al-Hindiya Bagdad       | 10  | 26 | 2  | 4  | 20 | 16 | 47 | -31  |

### Phase finale

#### Match pour la3eplace
| 13 août 2011 | Al Sina'a Bagdad | 1 - 0 | Al Qowa Al Jawia Bagdad | Al-Shaab Stadium, Bagdad |
|              | Ayad Shaalan 79e |       |                         |                          |

#### Finale
| 15 août 2011 | Al-Zawra'a SC   | 0 - 0 | Arbil SC | Al-Shaab Stadium, Bagdad                     |
|              |                 |       |          | Spectateurs : 50 000 Arbitrage : Kadhim Aoda |
|              | Tirs au but 5-4 |       |          |                                              |

## Bilan de la saison
| Championnat d'Irak de football 2010-2011 |                           |
| Champion                                 | Al-Zawra'a SC (12e titre) |
| Coupes et trophées                       |                           |
| Vainqueur de la Coupe d'Irak 2010-2011   | Non disputée              |
| Qualifications continentales             |                           |
| Coupe de l'AFC 2012                      | Al-Zawra'a SC             |
| Coupe de l'AFC 2012                      | Arbil SC                  |
| Promotions et relégations                |                           |
| Promus en Division 1 League              | Al Hedood Bagdad          |
| Promus en Division 1 League              | Al Shirqat                |
| Promus en Division 1 League              | Al Taji Bagdad            |
| Promus en Division 1 League              | Kirkouk FC                |
| Relégués en Division 2 League            | 12 clubs                  |